# Seven and the Ragged Tiger
Seven and the Ragged Tiger är Duran Durans tredje studioalbum, utgivet den 21 november 1983. Albumet nådde förstaplatsen på UK Albums Chart.

## Låtlista
Sida A
1. "The Reflex" – 5:29
2. "New Moon on Monday" – 4:16
3. "(I'm Looking For) Cracks in the Pavement" – 3:38
4. "I Take the Dice" – 3:18
5. "Of Crime and Passion" – 3:50

Sida B
1. "Union of the Snake" – 4:20
2. "Shadows on Your Side" – 4:03
3. "Tiger Tiger" – 3:20
4. "The Seventh Stranger" – 5:24

## Medverkande
- Simon Le Bon – sång
- Andy Taylor – gitarr
- John Taylor – basgitarr
- Roger Taylor – trummor
- Nick Rhodes – keyboard